# 우에다 요지
우에다 요지(일본어: 上田燿司, 1971년 8월 7일 ~ )는 미디아르타 엔터테인먼트 윅스 소속이고 일본의 효고에서 태어난 성우이다.

## 출연작
- 무효와 로지의 마법률상담사무소 2기 - 마에다
- 죠죠의 기묘한 모험 팬텀 블러드 - 스피드왜건